# شهرستان آغ‌دام
شهرستان آغ‌دام (به لاتین Ağdam) رایونی در جنوب غربی جمهوری آذربایجان است با مرکزیت شهر آغ‌دام که اکنون شهری سکنه دار و تحت کنترل نیروهای آذربایجانی است.
شهر آغدام در سال ۱۹۹۳ میلادی در خلال مناقشه قره باغ دارای بیش از ۱۶۰٬۰۰۰ سکنه بود. همچنین این شهر دارای فرودگاه مستقل بوده‌است. اگرچه شهر در خلال جنگ قره‌باغ به‌طور کامل ویران شده‌است اما مسجد شهر و همچنین گورستان مسلمانان سالم باقی‌مانده‌اند. بیشتر آوارگان شهر آغدام در اردوگاه‌هایی در مناطق دیگر جمهوری آذربایجان ساکن بودند. در حال حاضر کل منطقه آغدام تحت کنترل نیروهای آذربایجان است.